# اچ‌ام‌اس آپروار (پی۳۱)
اچ‌ام‌اس آپروار (پی۳۱) (به انگلیسی: HMS Uproar (P31)) یک زیردریایی بود که طول آن ۵۸٫۲۲ متر (۱۹۱٫۰ فوت) بود. این زیردریایی در سال ۱۹۴۰ ساخته شد.